# Quisling

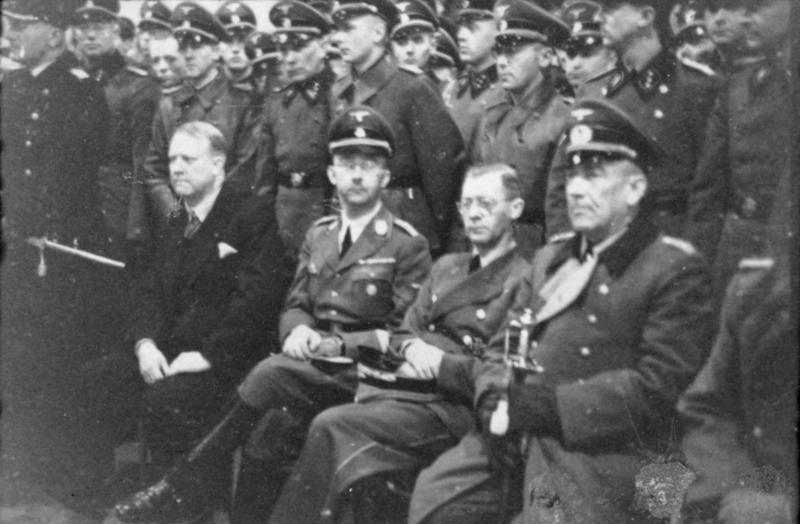
De izquierda a derecha: Vidkun Quisling sentado al lado de Heinrich Himmler, Josef Terboven y Nikolaus von Falkenhorst frente a oficiales de las Waffen-SS, el Ejército Alemán y la Fuerza Aérea en 1941.

Quisling es un vocablo que se usa en las lenguas nórdicas y en inglés para referirse a un ciudadano o político de un país bajo ocupación que colabora con una fuerza de ocupación enemiga. También, de manera más general, se usa como sinónimo de traidor o colaborador. El término tiene su origen en el apellido del político noruego Vidkun Quisling, líder en tiempos de guerra, quien estuvo a cargo de un régimen colaboracionista nazi local durante la Segunda Guerra Mundial.

## Orígenes
El apellido de Vidkun Quisling ya se usaba como una palabra común antes de la Segunda Guerra Mundial. El primer uso registrado del vocablo fue en una entrevista que Oscar Torp, un político del Partido Laborista noruego, dio a un periódico el 2 de enero de 1933, cuando lo usó como un término general para referirse a los seguidores de Quisling. Ya para ese momento, Quisling se encontraba en el proceso de establecer el partido Nasjonal Samling (Unión Nacional), un partido fascista inspirado en el Partido Nazi alemán. Otros que usaron el término fueron Aksel Sandemose, en un artículo del periódico Dagbladet en 1934, y el periódico Vestfold Arbeiderblad en 1936.
El término con el significado opuesto, es decir, un patriota noruego, es Jøssing. Este último término tiene su origen en el fiordo Jøssingfjorden, escenario del incidente del Altmark durante la Segunda Guerra Mundial. El 16 de febrero de 1940, el buque destructor británico HMS Cossack logró liberar a 300 prisioneros de guerra del buque tanque alemán Altmark, que los estaba transportando luego de que el crucero pesado alemán Admiral Graf Spee los hubiera capturado. Tras este incidente, el vocablo Jøssing adquirió el significado de patriota noruego, es decir, el antónimo de quisling (o traidor). El gobierno colaborador noruego intentó utilizar el incidente del Jøssingfjord para neutralizar el apodo quisling mediante la acuñación del término peyorativo jøssing, con el significado de "antinazi". Este intento resultó contraproducente, ya que el pueblo noruego se apropió inmediatamente del vocablo como un término con significado positivo. Y en 1943, se prohibió el uso oficial de la palabra.

## Popularización en la Segunda Guerra Mundial
Es probable que el uso del nombre como un término para referirse a colaboradores o traidores en general haya surgido luego del fallido golpe de Estado por parte de Quisling en 1940, cuando intentó tomar el poder y hacer que Noruega dejara de resistirse a los alemanes invasores. El periódico británico The Times fue el que introdujo el término al público anglohablante. Publicó un editorial el 19 de abril de 1940 bajo el título Quislings everywhere, en el que afirmaba: To writers, the word Quisling is a gift from the gods. If they had been ordered to invent a new word for traitor... they could hardly have hit upon a more brilliant combination of letters. Aurally it contrives to suggest something at once slippery and tortuous. El Daily Mail replicó la palabra cuatro días después de que The Times hubiera publicado su editorial. La revista The War Illustrated se refirió a la existencia de potential Quislings entre los neerlandeses durante la invasión alemana de los Países Bajos. Posteriormente, la BBC generalizó el uso de la palabra a nivel internacional.
El político Chips Channon describió cómo, durante el Debate de Noruega del 7 al 8 de mayo de 1940, él y otros parlamentarios del Partido Conservador que apoyaban a Neville Chamberlain, primer ministro del Reino Unido, se refirieron a aquellos que votaron en contra de la moción de censura con el epíteto quislings. El sucesor de Chamberlain, Winston Churchill, usó el término durante un discurso dirigido a los delegados de los Aliados en el Palacio de St. James el 12 de junio de 1941, cuando dijo: A vile race of Quislings—to use a new word which will carry the scorn of mankind down the centuries—is hired to fawn upon the conqueror, to collaborate in his designs and to enforce his rule upon their fellow countrymen while groveling low themselves. El 26 de diciembre de 1941, volvió a usar la palabra en un discurso dirigido a ambas cámaras del Congreso de los Estados Unidos. Se refirió al impacto de una serie de victorias de los Aliados sobre las Potencias del Eje y, además, a la decisión de los Estados Unidos de ir a la guerra con estas palabras: Hope has returned to the hearts of scores of millions of men and women, and with that hope there burns the flame of anger against the brutal, corrupt invader. And still more fiercely burn the fires of hatred and contempt for the filthy Quislings whom he has suborned. El vocablo entró posteriormente al léxico y se convirtió en blanco de caricaturistas políticos.
En su obra The Yugoslav peoples fight to live, Josip Broz Tito usó varias veces la palabra quislings para describir a sus enemigos, tales como el General Milan Nedić ("el quisling serbio") y el Dr. Ante Pavelić ("el quisling croata criminal... una criatura de Mussolini y Hitler").
La palabra también se usaba con frecuencia en los Estados Unidos. En Tom Turk and Daffy (1944), un dibujo animado de Warner Bros., la pronunció un pavo de Acción de Gracias cuya presencia le delata el Pato Lucas a Porky. En la película estadounidense Edge of Darkness (1943), acerca de la Resistencia en Noruega, el hermano de la heroína es descrito a menudo como un quisling.

### Forma verbal
Existe el verbo to quisle (acuñado a partir de la derivación regresiva del sustantivo quisling), que dio lugar a la versión mucho menos común del sustantivo: quisler. Sin embargo, el uso de esta forma verbal era muy poco frecuente ya incluso durante la Segunda Guerra Mundial y ha desaparecido por completo del uso contemporáneo.

## Uso en la época de la posguerra
- La palabra quisling se usaba para referirse a aquellas personas que cooperaban con las tomas de poder por parte de los comunistas. Por ejemplo, el socialdemócrata rebelde Zdeněk Fierlinger de Checoslovaquia fue ridiculizado a menudo como un quislinger debido a su colaboración con el Partido Comunista de Checoslovaquia.[26]
- Una tira cómica de la historieta Peanuts de la década de 1960 ilustra a Lucy cuando arrastra a Linus hacia fuera de la casita de Snoopy mientras aquel le grita Traitor! Quisling! Squealer! [j] a este último por haber delatado que estaba ahí escondido.[27]
- En Day of the Daleks, un serial de 1972 del programa británico de ciencia ficción Doctor Who, el personaje de El Doctor se refiere a un hombre que está colaborando con los Daleks como un quisling.[28][29]
- The Patriot Game, una conocida canción que se refiere a la lucha nacionalista de Irlanda, incluye el verso ...those quislings who sold out the Patriot Game [k][30] en algunas versiones (aunque la versión original usa la palabra cowards [l][30] y otras reemplazan el término original por rebels [m][31] o traitors [n]).[32]
- En la serie de televisión noruega Okkupert, a los noruegos a quienes se les considera como colaboradores con los invasores rusos y luego con los miembros de la misión de paz de la Unión Europea se les llama quislings.[33]
- La novela Guerra mundial Z del autor Max Brooks tiene como protagonistas a sobrevivientes que pierden el juicio a causa del apocalipsis y se hacen pasar ellos mismos por zombis. Llegan incluso a morder y a comerse a otros sobrevivientes. A estos sobrevivientes con aspecto de zombi se les llama quislings.[34]
- En el epílogo de la novela Farnham's Freehold, del autor Robert A. Heinlein, hay una ilustración de un letrero que anuncia los bienes y servicios que están disponibles. Uno de los artículos listados es Jerked Quisling (by the neck) [o][35][36]

## SigloXXI
A principios del siglo XXI, el término continuó teniendo vigencia, ya que lo usaron algunos escritores partidistas estadounidenses para describir al Presidente Donald Trump y sus socios con base en la idea de que Rusia había interferido en las elecciones presidenciales de 2016 en los Estados Unidos para favorecer a Trump. Por ejemplo, en una columna en el periódico The New York Times en el 2018, Paul Krugman se refirió a Trump como un quisling, al decir que este estaba serv[ing] the interests of foreign masters at his own country's expense  y defend[ing] Russia while attacking our closest allies.  Otras publicaciones también se hicieron eco del vocablo. Estas incluyeron, por ejemplo, a Joe Scarborough en The Washington Post (These are desperate times for the quislings of Trump ); Rich Lowry en Politico (The GOP elite... is the quisling establishment ); Philip N. Diehl, ex director de la Casa de la Moneda de los Estados Unidos, en The Hill (The historical reference that more aptly applies to pro-Trump Republicans is that of the Quislings ); David Driesen en History News Network (Trump seeks a government of quislings ); Dick Polman en la estación de radio pública WHYY-FM de NPR (Ever since last summer, most Republicans have marinated in their cowardice... The next step toward home-grown tyranny – the quisling phase – has already begun ) y otros más.
El 7 de julio de 2020, Lord Chris Patten, el exgobernador de Hong Kong, describió a Carrie Lam, la Jefa Ejecutiva de Hong Kong, como una lamentable sort of quisling figure  en la historia de Hong Kong. El 10 de febrero de 2022, Patten amplió su uso del término quislings para describir a Lam, a la Policía de Hong Kong y al Poder Judicial de Hong Kong durante un debate acerca del proyecto de Ley de Nacionalidad y Fronteras.